# Benjamin Limo
Benjamin Limo (Cheptigit, 23 de agosto de 1974) é um fundista queniano, campeão mundial dos 5000 metros em Helsinque 2005. Ele também tem uma medalha de prata conquistada no Mundial de Sevilha 1999. 